# Cellebroersstraat

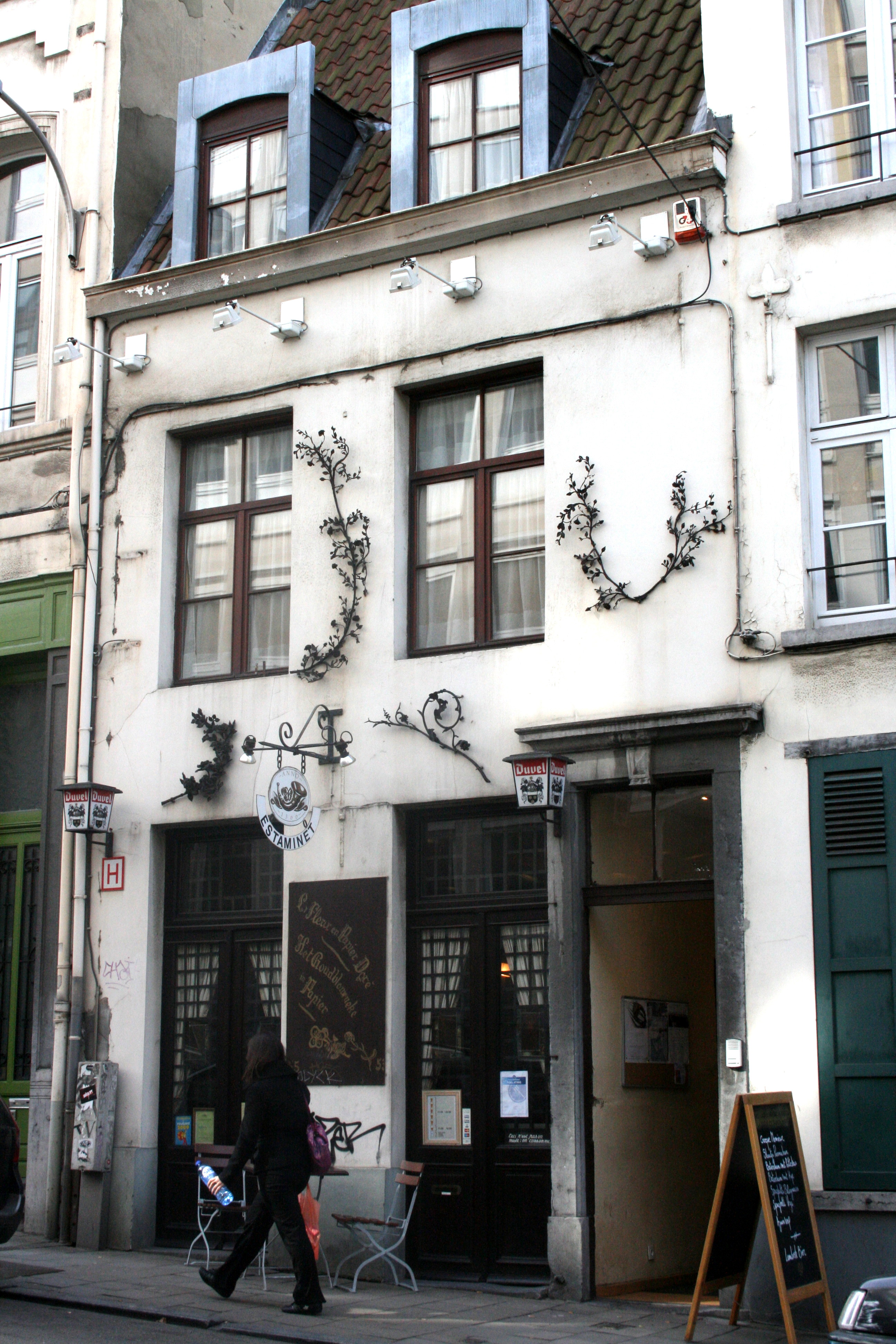
Het Goudblommeke in Papier

De Cellebroersstraat (Frans: rue des Alexiens) is een hellende straat in Brussel die de Priemstraat met de Hoogstraat verbindt. Beneden ligt ze in het verlengde van de Bogaardenstraat. Boven wordt ze gekruist door de brede Keizerslaan, waarna nog een stukje Cellebroersstraat met twee huizen volgt.

## Geschiedenis
De straat is aangelegd in de 14e eeuw tussen het complex van de cellebroers (1368) en het oefenterrein van de Kleine Voetboog van Sint-Joris (1356). Voor deze schietbaan werd uiteindelijk de Drogeheergracht gedempt (1388), die aan de buitenkant langs de eerste stadsmuur liep en die gevoed werd door de Rollebeek. De vestiging van de cellebroeders lag aan de overkant van de straat. Ze bouwden er eerst een godshuis en dan een klooster met kapel.

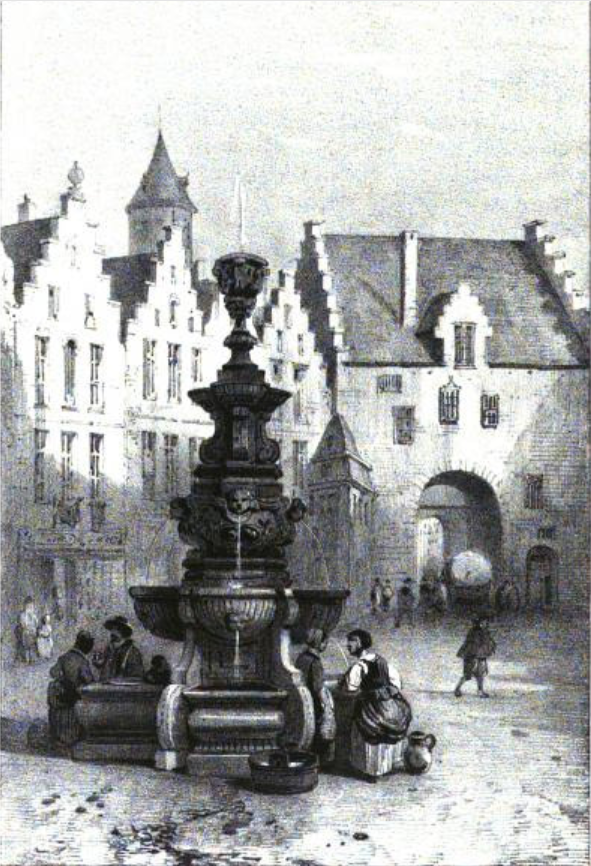
Enkele vroegere huizen van de Cellebroersstraat nabij de Steenpoort

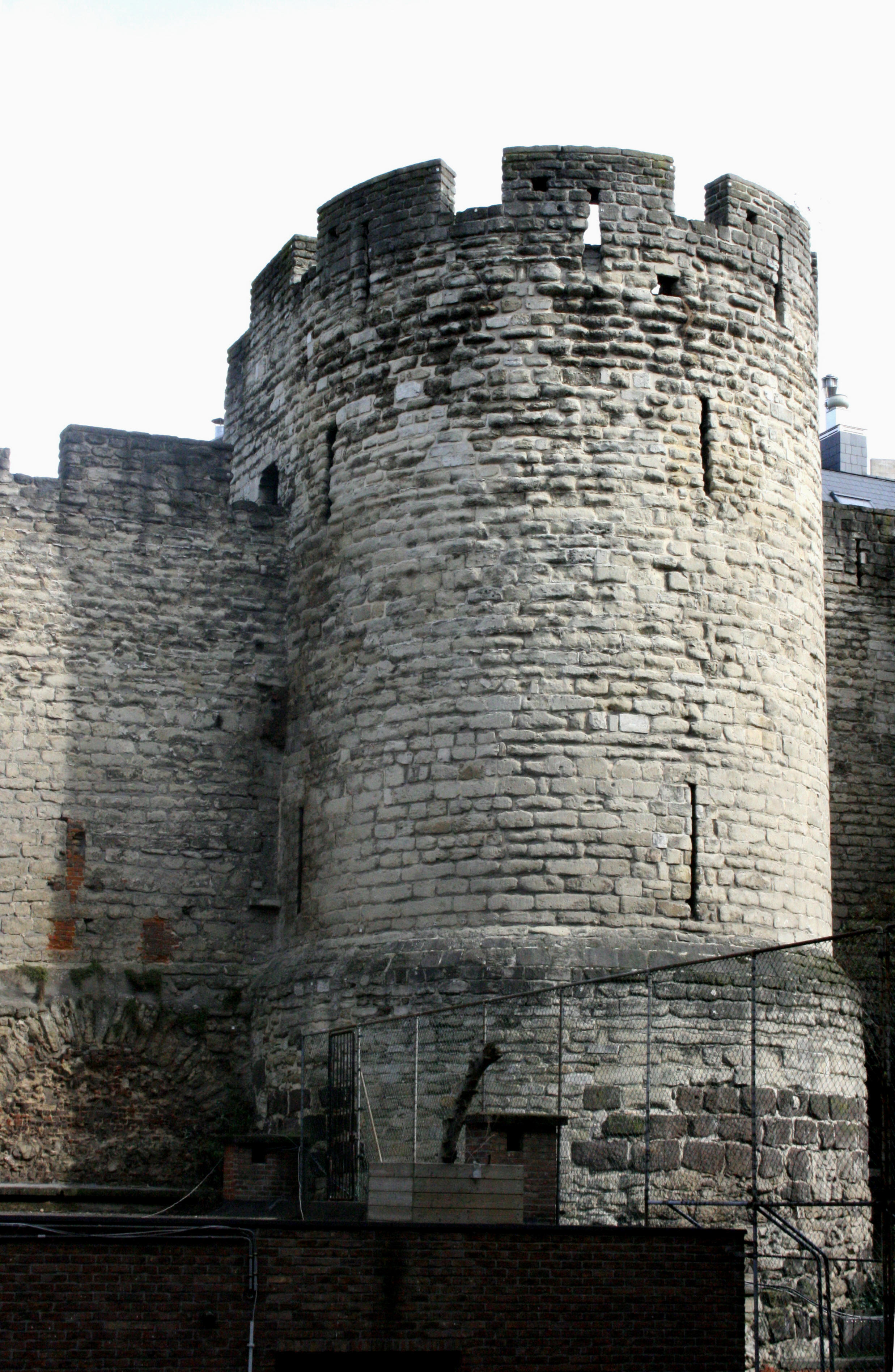
Oude stadsmuur

Na het bombardement op Brussel stond de Kleine Voetboog het bovenste deel van haar terrein af voor de creatie van het Dinantplein en een nieuw Vleeshuis (1696). Het eigenlijke complex uit 1605, met galerijen en arcaden rond een binnenplein, werd later aangeslagen als nationaal goed. Het werd in 1809 getransformeerd tot een modern badhuis, dat in 1844 failliet ging.
Ondanks het verdrijven van de broeders eind 18e eeuw bleef de zorgfunctie aanwezig. Het klooster werd door Hendrik Partoes verbouwd tot een groot tehuis voor bejaarde vrouwen, de Vereenigde Godshuizen (1829-30).
De noordkant van de straat werd onteigend voor de Noord-Zuidverbinding en in 1956-57 volledig afgebroken. Bovenop alle huizen en een barokke gevelkapel (tegen het Spaans Huis naast de vroegere Steenpoort) verdwenen ook de oude gebouwen van de Kleine Voetboog, waar ondertussen een school huisde van de Frères de la Doctrine Chrétienne. Na verbreding van de Cellebroersstraat kwam er een nieuwe school, het Sint-Jorisinstituut voor lager onderwijs (1965). Ook voor de verbreding van de Keizerslaan moesten een twintigtal huizen wijken op de Cellebroersstraat.
De zuidkant werd eveneens nog zwaar aangepakt. De socialistische mutualiteit brak een stuk van de Verenigde Godshuizen af om er de Clinique César De Paepe over te brengen (1975).

## Naam
De eerste vermelding van de straatnaam dateert uit 1599. Onder het Franse bewind werd dit rue de la Révolution, waarschijnlijk omdat de Amis de la Révolution en andere revolutionairen hun uitvalsbasis hadden in café Jardin de Saint-Georges.

## Bezienswaardigheden
- nr. 16: Op de speelplaats van de Sint-Jorisbasisschool is de buitenzijde van een stuk oude stadsmuur te zien.
- nr. 49: Op een blinde muur is een scène uit De Jonge Albert geschilderd, onderdeel van het stripparcours.
- nr. 55: Hier ligt Het Goudblommeke in Papier, een oud café van surrealisten.
- nr. 59: Het Huis van het Brussels, uitgebaat door Be.brusseleir.
- nr. 63: Voormalig refugehuis van het Rood-Klooster.
- nr. 67: Het bakstenen keldergewelf van dit huis zou uit de 16e eeuw stammen en gebruikt zijn als keuken van het Cellebroedersklooster. Sinds 1995 is het een café (La Porte Noire).